# Phaeosphaeria nardi
Phaeosphaeria nardi är en svampart som först beskrevs av Elias Fries, och fick sitt nu gällande namn av L. Holm 1957. Phaeosphaeria nardi ingår i släktet Phaeosphaeria och familjen Phaeosphaeriaceae.  Arten är reproducerande i Sverige. Inga underarter finns listade i Catalogue of Life.